# En el mejor momento
En el mejor momento (en italiano, Sul più bello) es una película de comedia dramática y romance italiana de 2020 dirigida por Alice Filippi, basada en la novela del mismo nombre de Eleonora Gaggero, quien también participa en la película en el papel de Beatrice. Esta es la ópera prima del director, así como la película que marca el debut cinematográfico de Ludovica Francesconi, Jozef Gjura y Gaja Masciale.

## Argumento
Marta es una chica un poco fea y consciente de eso, que vive con los mejores amigos Jacopo y Federica. Además de ser huérfana de ambos padres, Marta padece una forma grave de mucoviscidosis, que podría matarla muy pronto ya que los tratamientos a los que se está sometiendo no están funcionando. Sin embargo, Marta no se desanima: después de intentar en vano acercarse a un chico en Tinder, la chica se deja llevar por sus amigas a una fiesta. Aquí tiene amor a primera vista y se enamora del hermoso Arturo.
Desde el día siguiente, Marta empieza a seguir a Arturo a todas partes. La chica cree que él no se ha fijado en ella, pero se equivoca: cuando él va a preguntarle por qué lo sigue, sin embargo, ella tiene la osadía de pedirle una invitación para cenar, y él acepta. Sin embargo, cuando Marta se presenta en casa de Arturo, la niña descubre que la invitación era en realidad para una cena con toda su familia: enfadada, la niña no se escatima en contar todos los detalles más extraños de su vida, sin hacer, sin embargo, palabra del enfermedad, después de lo cual desaparece. Arturo se siente culpable, por lo que al día siguiente se presenta en su lugar de trabajo y le pide una cita real, esta vez llevándola a un restaurante de lujo al que suele ir con su familia. Marta tiene la oportunidad de cambiar de opinión sobre él: al final los dos se encuentran comiendo de forma sencilla en el supermercado donde trabaja Marta, para acabar juntos en la cama de su casa.
A la mañana siguiente, Arturo se va con un poco de vergüenza, pero después de escuchar a su madre criticarlo por traer a casa a una chica como Marta, no tiene más dudas y decide pedirle otra cita a la chica. Las cosas empiezan a ir muy bien entre los dos, sin embargo ella no se atreve a revelarle su problema de salud. Sin embargo, sin decirle nada a Arturo, no duda en invitarla a dar un paseo en góndola y allí le declara su amor. Marta no debe ir a lugares húmedos por su enfermedad, pero acepta de todos modos; sin embargo, inmediatamente se sintió enferma y se escapó, solo para ser hospitalizada en estado crítico. Marta se niega a que Arturo sepa la verdad, a costa de dejarlo. El médico de Marta le informa que su error ha acelerado el proceso y que le queda muy poco de vida: la niña es dada de alta y se enfrenta a Arturo, pero ella finge no estar enamorada de él y que ha decidido dejarlo por esto.
Enfadado con Marta, esa noche Arturo va a una fiesta y besa a Beatrice, pero decide no ir más lejos porque sigue enamorado de Marta. Pero cuando ve a Marta salir del departamento de neumatología, Beatrice entierra el hacha y revela lo que pasó exactamente la noche anterior, convenciéndola finalmente de contarle todo a Arturo.
Marta luego corre al club de remo y así logra reconectarse con Arturo. Inmediatamente después ella le cuenta toda la verdad, decepcionándose de él por lo silencioso pero también por un intenso deseo de continuar con su relación. Al día siguiente, Arturo corre hacia Marta y le revela que ha descubierto una nueva cura experimental para su enfermedad, que le daría un 19% de posibilidades de sobrevivir. El chico finalmente accede a cumplir otra de sus fijaciones: escenificar su boda, entre otras cosas invitando a todas las personas cercanas a él a la falsa ceremonia.

## Banda sonora
El tema principal de la película es la canción En el mejor momento del rapero Alfa, que toma su nombre del título de la película. La canción Control de Zoe Wees también se usa en una escena de la película.

## Lanzamiento
La película se presentó en el Rome Film Fest 2020 el 17 de octubre de 2020 y se estrenó en cines a partir del 21 de octubre. Debido al cierre de cines por la pandemia de COVID-19, la película se estrenó temprano en el mercado bajo demanda, pasando a formar parte de la oferta de Prime Video a partir del 8 de enero de 2021.

## Premios y reconocimientos
- 2021 - Nastro d'argento[6]

Nominación a Mejor Comedia
- 2021 - Premios Flaiano[7]
  - Premio del Público

## Secuela
La película tiene dos secuelas, En un momento aún mejor y Siempre en el mejor momento, ambas dirigidas por Claudio Norza.